# Esquí de fons

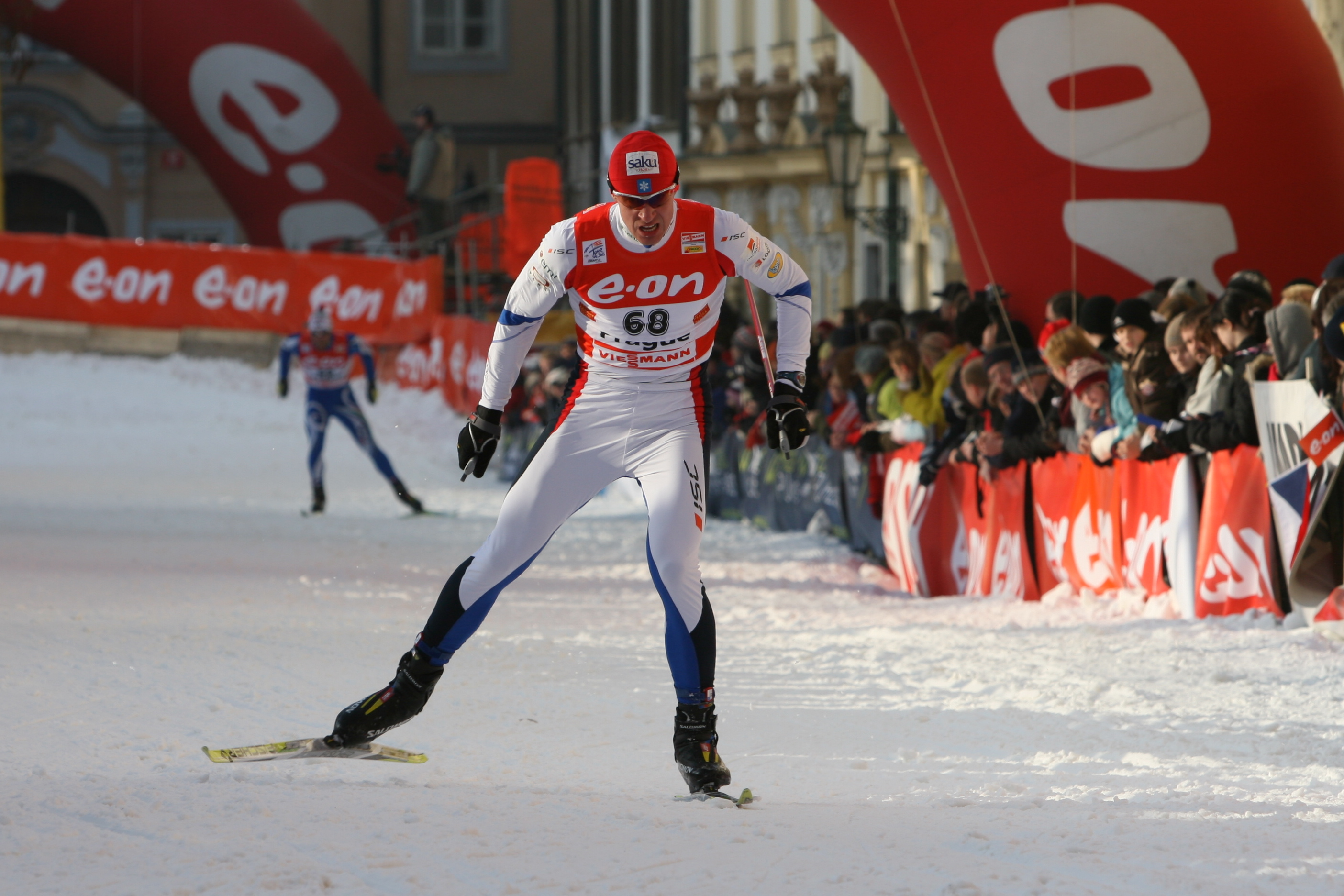
Estil patinador

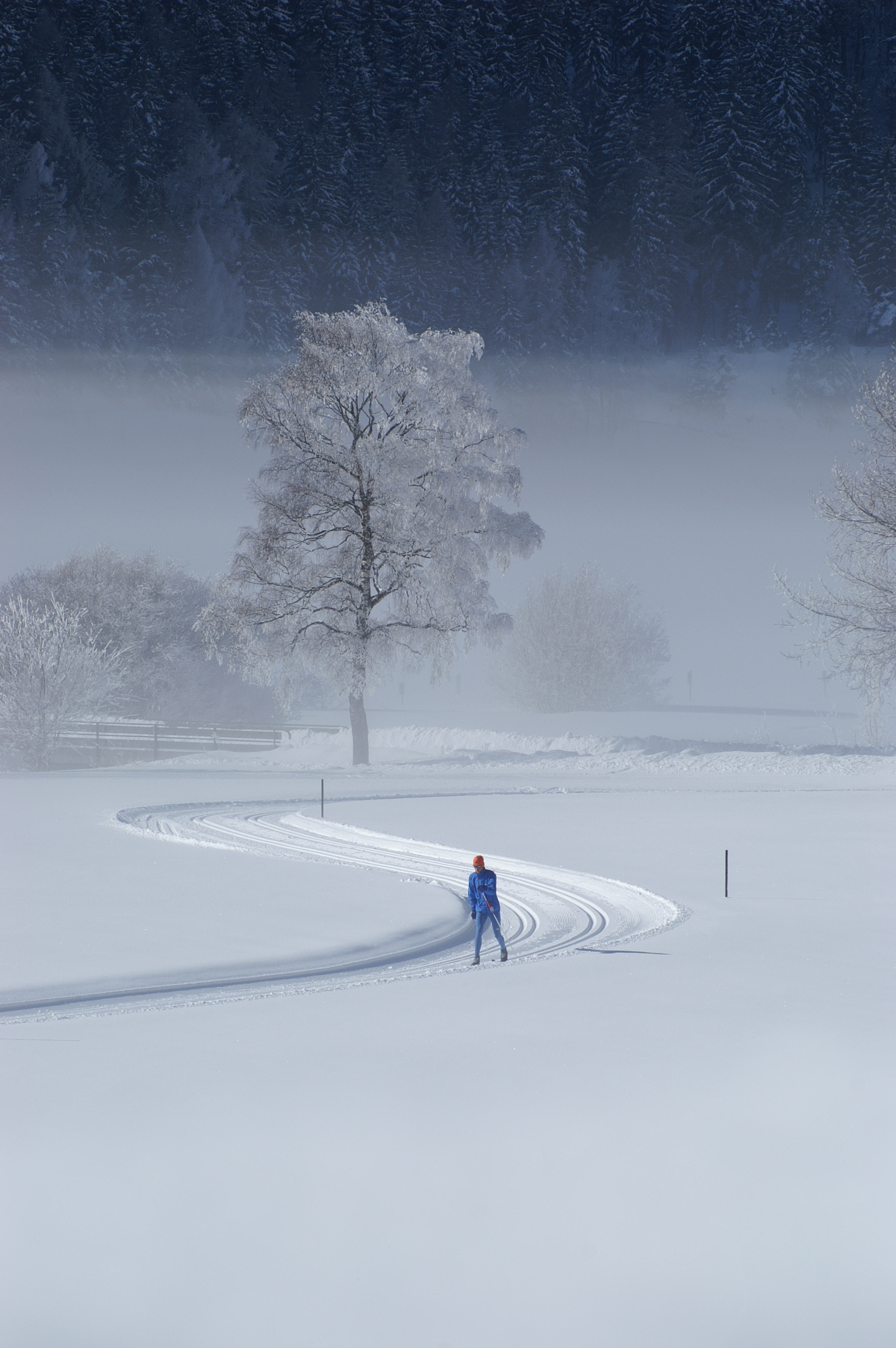
Un esquiador de fons a l'Achensee (Tirol).

L'esquí de fons pertany a la família de l'esquí nòrdic, per això sovint s'utilitza indistintament, i consisteix a desplaçar-se per superfícies nevades amb l'ajuda d'esquís. És possible practicar-lo en neus de qualsevol classe, però a la pràctica només es fa servir en pistes preparades (mitjançant una traça feta per un tractor mecànic) i en pendents suaus.
Té el seu origen als països nòrdics, on va ser i és encara la forma natural de desplaçament a l'àmbit rural. D'aquí rau l'origen d'anomenar-lo esquí nòrdic. Aquesta modalitat utilitza uns esquís de 160 a 220 cm de llargada i més estrets que els d'esquí alpí (de 45 a 55 mm.), molt flexibles i lleugers. Els esquís, més llargs que els d'alpí, a més no disposen de fixació de la talonera per permetre un bona flexibilitat al fer la lliscada pel pla i ascens.
És força popular als Pirineus i als Alps. Existeixen estacions d'esquí de fons especialment preparades amb pistes per pas de patinador i traces per pas alternatiu. A més, algunes estacions d'esquí alpí tenen algunes pistes preparades per l'esquí de fons. Són llocs amb tots els serveis i és corrent veure famílies senceres als circuits.
Són nombroses també les competicions, de tot àmbit, en què participen milers de corredors. D'aquestes, n'hi ha que tenen objectius comercials o promocionals. És un esport classificat com a olímpic d'hivern.

## Passos
Hi ha diferents passos o mètodes per utilitzar els esquís, un és el mètode tradicional conegut com a clàssic i l'altre el patinador. En el clàssic es col·loquen els esquís paral·lels i consisteix a avançar fent passos alternatius, és a dir, carregant el pes sobre un peu i desplaçant l'altre cap endavant. En el patinador, en canvi, es col·loquen els peus en forma de V i es fa lliscar l'esquí d'una forma similar al patinatge.

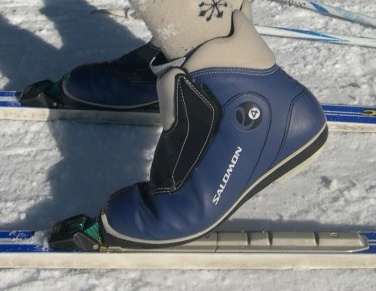
Bota i fixació

Els esquís poden tenir dos tipus de soles: 1. llisa; 2. llaurada, també anomenada d'escates. La sola llisa és la utilitzada per a competició i experts, i en cas de voler practicar el pas clàssic s'hi ha d'afegir una cera, ja sigui en forma de barra o crema, que pot ser de diferents tipus. El tipus de cera que s'aplica a l'esquí depèn de la qualitat de la neu (pols, primavera, dura, etc.) i la temperatura i això permet millorar la lliscada. Aplicar una cera qualsevol pot tenir conseqüències adverses, com que s'enganxi massa l'esquí a la neu. En el pas patinador no cal que s'apliqui la cera però se li pot aplicar si es vol alternar els dos tipus de passos.
Els esquís amb sola llaurada tenen gravada com una mena d'escates i no s'hi posa mai cera i, per tant, permeten practicar ambdós passos o modalitats, però no són de tan bona qualitat per a la competició. Als esquís de cera o llisos periòdicament se'ls pot aplicar parafina per tal de fer perdurar més temps les característiques de l'esquí. El calçat -molt específic- ha de permetre alhora una bona flexibilitat del peu i una fixació prou ferma a la puntera, que és l'únic punt de connexió amb l'esquí, a diferència d'altres modalitats. Sovint les botes tenen l'opció d'afegir al darrere una peça que s'utilitza per al pas patinador.

## Estacions d'esquí de fons
A Catalunya hi ha set estacions d'esquí de fons que constitueixen la Mancomunitat per la promoció de l'Esquí Nòrdic. A continuació hi ha una relació d'estacions dedicades a l'esquí de fons, amb les cotes mínima i màxima, i la longitud de pistes:
- Alt Urgell
  - Sant Joan de l'Erm, 1.700-2.200 m, 50 km
  - Tuixent - la Vansa, 1.830-2.150 m, 30 km
- Andorra
  - Naturlandia - la Rabassa, 2050-2350 m, 15 km
  - Grandvalira a part del sector Grau Roig
- Capcir
  - Espace Nordique Capcir, 1.500-1.900 m, 115 km
- Cerdanya
  - Estació d'Aransa, 1.850-2.150 m, 30 km
  - Estació de Lles, 1.900-2.335 m, 36 km
  - Guils Fontanera, 1.905-2.080 m, 45 km
- Pallars Sobirà
  - Bonabé, 1.460-1.800 m, 25 km
  - Tavascan Pleta del Prat, 1.750-2.100 m, 17 km
  - Virós-Vallferrera, 1.290-2.200 m, 58 km
- Vall d'Aran
  - Al circuit de Pla de Beret de l'estació alpina de Vaquèira-Beret.